# Privesa pronotalis
Privesa pronotalis är en insektsart som beskrevs av William Lucas Distant 1917. Privesa pronotalis ingår i släktet Privesa och familjen Ricaniidae. Inga underarter finns listade i Catalogue of Life.